# نوسنگی پیش از سفال آ
در باستان‌شناسی نوسنگی پیش‌ازسفال آ (انگلیسی: Pre-Pottery Neolithic A) مراحل آغازین دوران نوسنگی پیش از سفال در آسیای غربی، به‌ویژه سرزمین شام، فلسطین، آناتولی، و هلال حاصل‌خیز است که در آن یکجانشینی و کشاورزی و دامپروری رواج یافته بود، ولی هنوز از سفال استفاده نمی‌شد. این دوره و دورهٔ پس از آن یعنی نوسنگی پیش‌ازسفال ب توسط کتلین کنیان که حفاری باستان‌شناسی شهر اریحا را بر عهده داشت نام‌گذاری شده است.